# María Fernanda Pontigo
María Fernanda Pontigo Carmona  (Aguascalientes, Aguascalientes, México, 20 de octubre de 1991), conocida como Fer Pontigo, es una futbolista mexicana. Juega como defensa en Querétaro Fútbol Club Femenil de la Primera División Femenil de México.

## Trayectoria Deportiva
Comenzó a los 8 años de edad en el fútbol principalmente en equipos de hombres, ya que no existían los equipos femeniles. A través de los estudios fue que logró darle continuidad al deporte. Representó al estado de Aguascalientes en la Selección de Fútbol Femenil de Aguascalientes en diferentes competencias y posteriormente a México en las Universiadas Mundiales de Gwangju 2015 y Taipei 2017.
A partir de 2010 fue estudiante-deportista del Tec de Monterrey Campus Monterrey donde hizo la Licenciatura en Administración de Empresas y la Maestría en Ciencias con especialidad en Sistemas de Calidad y Productividad. Monterrey no solo fue importante para el desarrollo de su carrera profesional, sino también para la deportiva. Fue con las Borreguitas del Tec de Monterrey que conquistó 30 campeonatos en diferentes torneos nacionales a lo largo de su carrera.
Comenzó su carrera como futbolista profesional en el segundo semestre de haber comenzado la Liga MX Femenil en el torneo Clausura 2018, haciendo su debut el 5 de enero de ese miso año con Club Tigres. Torneo en el que el club conquistó su primer título en la rama femenil.
Fue después del Clausura 2018, que hizo una pausa de 3 años en su carrera futbolística, para luego retomarla en el equipo de Querétaro con Gallos Blancos Femenil, su actual equipo, con quien debutó el en la J1 del Apertura 2021 el 16 de julio.

## Clubes
| Club                  | País   | Año                      |
| --------------------- | ------ | ------------------------ |
| Tigres UANL           | México | Clausura 2018            |
| Querétaro Fútbol Club | México | Apertura 2021 - Presente |

## Palmarés

### Títulos nacionales
| Título          | Club        | País   | Año     |
| --------------- | ----------- | ------ | ------- |
| Liga MX Femenil | Tigres UANL | México | CL 2018 |